# Hof te Wolfskerke

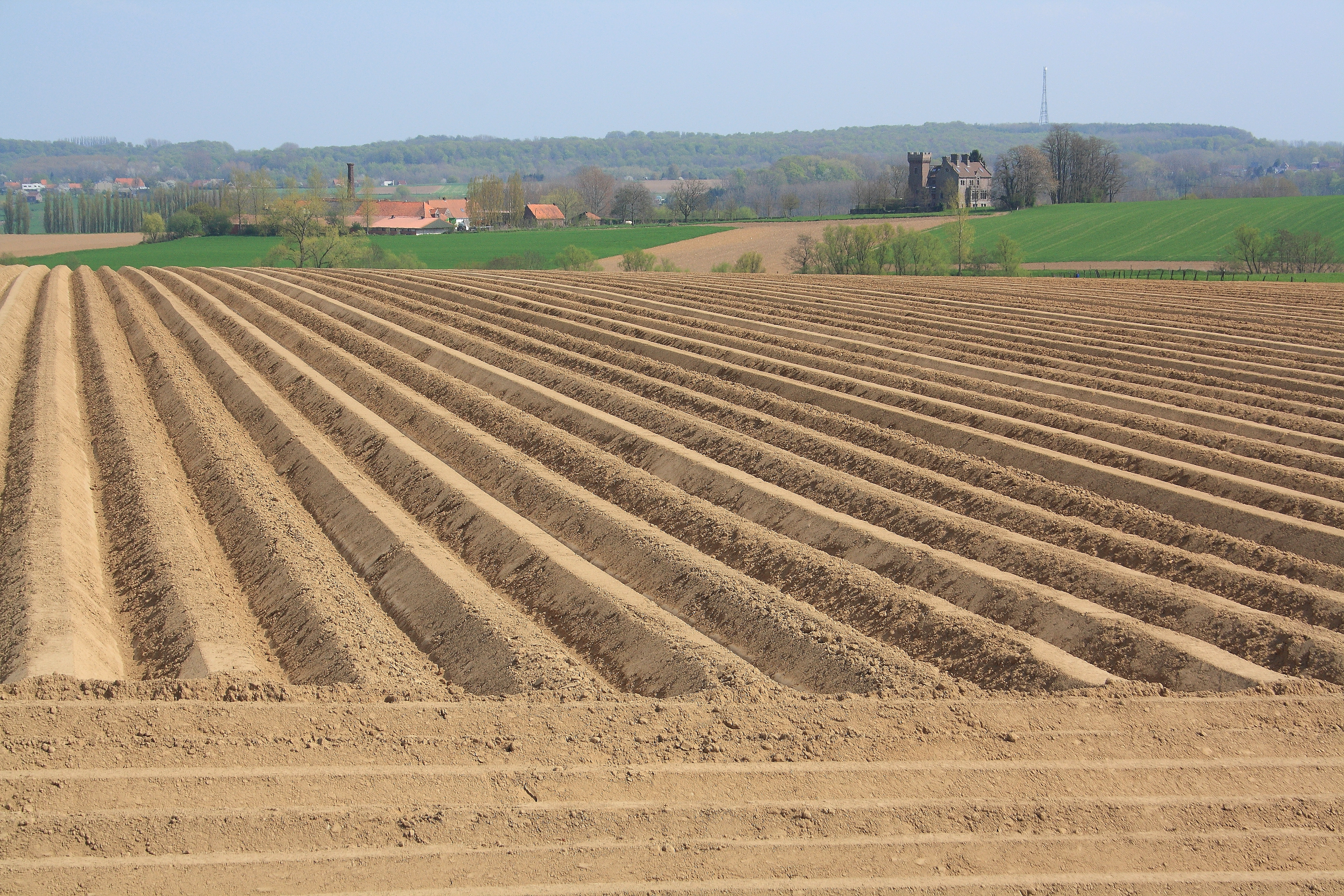
Hof te Wolfskerke.

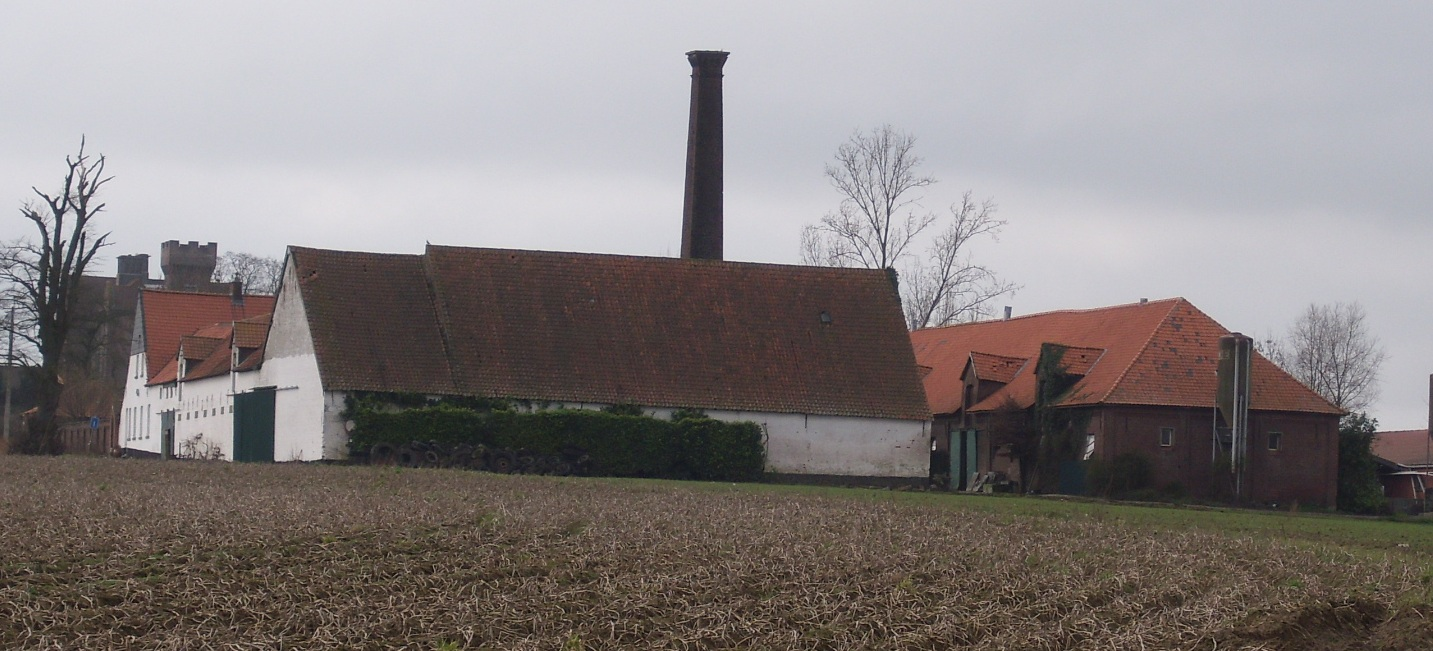
Hof te Wolfskerke.

Hof te Wolfskerke is een hoeve gelegen in de voormalige Belgische gemeente Opbrakel, op de hoek van Wolfskerke met de IJskelderweg.

## Abdij van Ename
De hedendaagse gebouwen staan op de plaats waar minstens sinds begin 15de eeuw de cijnshoeve en later de explotatiehoeve stond van de heerlijkheid Wolfskerke. Deze lag volledig buiten de kern van de gemeente en paalde in het noorden aan Schorisse en Zegelsem en was 60 ha groot. Eigenaar was sedert de 12de eeuw de Abdij van Ename. Daaraan kwam een einde met de Franse Revolutie.
De eerste grote verbouwing kwam er in 1663-1664, bij de samenvoeging van de iets verder zuidwaarts gelegen boerderij. Van deze verdwenen hoeve werden de materialen gerecupeerd en gebruikt op de huidige plaats. De volgende restauratie en uitbreiding had plaats in 1755-1756, waarvan heden nog gedeelten zichtbaar zijn.
Einde 18de eeuw kwam de eigendom voor de eerste maal in bezit van een leek en werd de Gentse familie Mulle eigenaar. Een eeuw later werd door een erfgenaam het geheel nogmaals ingrijpend verbouwd. Opdrachtgever was de nieuwe eigenaar en senator Adile Eugène Mulle de Terschueren (1827-1914) die er een nieuwe stallen (1892), een fabrieksschouw en kasteel (1893-1894) liet optrekken. De verwarmde kippenkwekerij was uiteindelijk geen lang leven beschoren.
In 1919 werd de hoeve verkocht aan de latere burgemeester van Opbrakel Lothaire Vanden Bossche (1895-1954). Voor de eerste maal in de lange geschiedenis was het geen pachthoeve meer, maar werd ze bewoond door de eigenaar.